# Ahmad Ali al-Mirghani
El sàyyid Àhmad Alí al-Mirghaní (àrab: أحمد الميرغني, Aḥmad al-Mīrḡanī) (Khartum del Nord, 16 d'agost de 1941 – Alexandria, 2 de novembre de 2008) fou President del Sudan i cap de la confraria sufí khatamiyya. Fou també ambaixador al Caire i president del Sudanese Islamic Bank.

## Abans de la presidència
Al-Mirghani era fill del sàyyid Alí al-Mirghaní, de la família Mirghani venerada del Sudan, i el rebesnet del sàyyid Muhàmmad Uthman al-Mirghaní al-Khàtim. Es va graduar amb grau de primera classe a la Universitat de Londres i va retornar al Sudan. Va progressar en la seva carrera i el 1967 va convèncer el rei Faisal Ibn Saud de l'Arabia Saudita per viatjar a la capital sudanesa i entrevistar-se amb el president egipci Gamal Abdel Nasser en la famosa cimera de Khartum de 1967. El 1968 va succeir al seu pare al front de la confraria de la Khatamiyya i patró del Partit Democràtic Unionista Sudanès.
Va ser hostil a Gaafar al-Numeiry i va ajudar l'Ansariyya en els fets de l'illa d'Aba del març de 1970, però després del canvi de posició de Nimeiry el 1971 (quan va retornar al poder després del cop d'estat comunista de juliol de 1971) es va acostar progressivament al règim, que el 1977 va iniciar la política de reconciliació nacional; però se'n va tornar a separar a partir de 1980 i sobretot des de 1983 quan Nimeiry va agafar posicions properes als Germans Musulmans i va introduir la llei islàmica avivant la guerra civil que altres decisions errònies del president ja havien fet esclatar. Va participar en les negociacions amb els militars que el 6 d'abril de 1985 van enderrocar al règim i van establir un Consell Militar Transitori amb un govern civil que convocaria eleccions en un any i entregaria el poder als civils. la transferència de poder del general Abdel Rahman Swar al-Dahab a les autoritats civils es va fer el 6 de maig de 1986. Ahmad Ali al-Mirghani fou designat llavors president del Consell Suprem equivalent a president, amb Sadiq al-Mahdi com a primer ministre.

## Presidència
En la seva presidència el Partit Democràtic Unionista Sudanès va negociar amb l'EPAS i el novembre de 1988 hi va arribar a un principi d'acord que incloïa un alto el foc provisional i la congelació de la implementació de la xaria o llei islàmica al sud del país. Però el Front Nacional Islàmic, impulsor d'aquesta mesura des de 1983, va boicotejar l'acord que no es va poder aplicar.
Va ser enderrocat pel cop d'estat organitzat pels Germans Musulmans (Front Nacional Islàmic) de Hasan al-Turabi, i dirigit pel general Omar Hassan Ahmad al-Bashir el 30 de juny de 1989.

## Anys posteriors
Després del cop Al-Mirghani va viure exiliat a Alexandria, Egipte. Va retornar al Sudan poc abans de la seva mort i va fer campanya a favor de la pau en el conflicte de Darfur. Va treballar activament en la qüestió de Darfur i fou escollit com el cap del Cercle de Darfur del Partit Democràtic Unionista Sudnaès. El seu darrer viatge a l'estranger fou a Líbia on va tenir un cert nombre de reunions amb els grups de rebels i els líders libis amb relació a la solució dels problemes al Sudan occidental.
Al-Mirghani va morir a Egipte el 2 de novembre de 2008 a l'edat de 67 anys. Uns quants polítics sudanesos incloent-hi el president viatjaven a la seu dels Mirghani a Khartum per donar el pesam per la mort de l'ex president. El seu cos fou portat a Khartum el 5 de novembre, i el seu funeral es va fer allí el mateix dia. La processó funerària va anar des de l'aeroport al sud de la capital Khartum a través dels carrers de ciutat fins al nord de la capital, on fou enterrat.
El seu lloc al front de la Khatamiyya i el Partit Democràtic Unionista Sudanès el va ocupar Sayyid Muhammad Uthman (Mohamed Osman) al-Mirghani.